# Almeidella approximans
Almeidella approximans är en fjärilsart som beskrevs av William Schaus 1920. Almeidella approximans ingår i släktet Almeidella och familjen påfågelsspinnare. Inga underarter finns listade i Catalogue of Life.